# Rinex
RINEX son las siglas en inglés de "Receiver INdependent EXchange". Se trata de un formato de ficheros de texto orientado a almacenar, de manera estandarizada, medidas proporcionadas por receptores de sistemas de navegación por satélite, como GPS, GLONASS, EGNOS, WAAS o Galileo.
La salida final de un receptor de navegación suele ser su posición, velocidad u otras magnitudes físicas relacionadas. Sin embargo, el cálculo de todas estas magnitudes se basa en una serie de medidas a una o varias constelaciones de satélites. Aunque los receptores calculan las posiciones en tiempo real, en muchos casos resulta interesante almacenar las medidas intermedias para su uso posterior. RINEX es el formato estandarizado que permite la gestión y almacenamiento de las medidas generadas por un receptor, así como su procesado off-line por multitud de aplicaciones informáticas, independientemente de cual sea el fabricante tanto del receptor como de la aplicación informática.
El formato Rinex ha ido evolucionando con el tiempo, para adaptarse al aumento progresivo de tipos de medidas, correspondientes a los nuevos sistemas de navegación por satélite. La versión más común en la actualidad es la 2.10* , que permite el almacenamiento de medidas de pseudodistancias, fase de portadora y Doppler para sistemas GPS, GLONASS, EGNOS y WAAS, simultáneamente. Recientemente se ha presentado la versión Rinex 3.0, capaz de albergar de forma ordenada el ingente número de medidas previstas para los nuevos sistemas, como el GPS avanzado o Galileo.